# Fim da Segunda Guerra Mundial na Europa

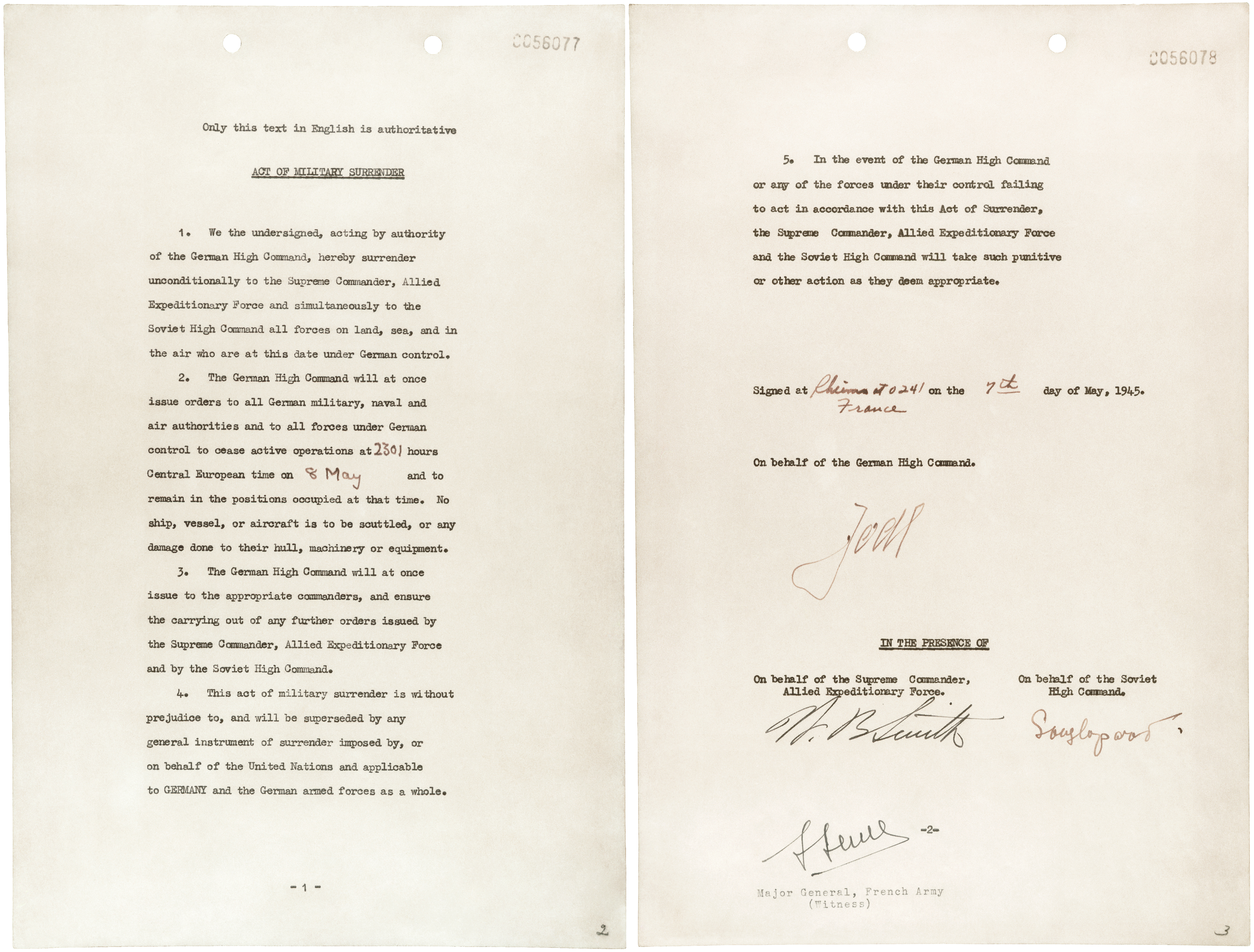
O Instrumento de rendição alemã assinado em Reims em 7 de maio de 1945

Os confrontos finais do Teatro Europeu da Segunda Guerra Mundial, assim como a rendição alemã aos aliados ocidentais e a União Soviética aconteceram entre o final de abril e o início de maio de 1945.

## Cronologia de rendição e mortes

### As forças aliadas fazem um grande número de prisioneiros do Eixo
O número total de prisioneiros capturados em abril na frente ocidental pelas forças aliadas foi de 1 500 000. Abril também testemunhou a captura de cerca de 120 000 tropas alemãs pelos aliados na última campanha da guerra na Itália. Até o final de abril 800 000 soldados alemães foram capturados na frente oriental. No início de abril, o primeiro Rheinwiesenlager comandado pelos aliados foi estabelecido na parte ocidental da Alemanha para manter centenas de milhares de prisioneiros das Potências do Eixo. O Quartel General Supremo das Forças Expedicionárias Aliadas reclassificou todos os prisioneiros como forças inimigas desarmadas ao invés de prisioneiros de guerra. Esta ficção jurídica serviu para burlar as disposições decorrentes da Convenção de Genebra de 1929 sobre o tratamento de ex-combatentes. Até outubro, milhares de prisioneiros morreram por inanição, dentre outras doenças.

### Alemães deixam a Finlândia
Em 25 de abril de 1945, os últimos alemães foram expulsos pelo Exército da Finlândia recuando até a Noruega.

### Morte de Mussolini
Em 27 de abril de 1945, com a aproximação das forças aliadas à cidade de Milão, o ditador italiano Benito Mussolini foi capturado pela resistência italiana. Não há um consenso se ele estava fugindo da Itália para a Suíça ou se estava viajando com um batalhão antiaéreo alemão. Em 28 de abril, Mussolini foi executado em Giulino (uma freguesia de Mezzegra) e os outros fascistas capturados com ele foram enviados para Dongo, onde foram executados. Os corpos foram enviados para Milão, onde foram pendurados na Praça de Loreto. Em 29 de abril, Rodolfo Graziani capturou as forças armadas fascistas italianas em Caserta, incluindo o Grupo Armado Liguria. Graziani foi o Ministro de Defesa do estado fantoche da República Social Italiana de Mussolini.

### Morte de Hitler
Em 30 de abril, com a Batalha de Berlim se abatendo sobre si e percebendo que tudo estava perdido, o ditador alemão Adolf Hitler evitou sofrer o mesmo destino de Mussolini; assim, suicidou-se no seu Führerbunker juntamente com Eva Braun, sua companheira com quem casara há menos de 40 horas antes do suicídio. Em seu testamento, Hitler destituiu o Reichsmarschall Hermann Göring, seu segundo no comando e o Ministro do Interior Heinrich Himmler após cada um tentar, em separado, assumir o controle da colapsada Alemanha Nazista. Hitler nomeou como seus sucessores: Großadmiral Karl Dönitz como o novo Reichspräsident ("Presidente da Alemanha") e Joseph Goebbels como o novo Reichskanzler (Chanceler da Alemanha). Entretanto, Goebbels suicidou-se no dia seguinte, deixando Dönitz como o único líder da Alemanha.

### Rendição das forças alemãs na Itália
Em 29 de abril, dia anterior a morte de Hitler, o general da SS Karl Wolff assinou os termos de rendição em Caserta em nome do General von Vietinghoff, depois de prolongadas negociações não autorizadas com as Forças Aliadas, vistas como grande suspeita pela União Soviética, que acreditava tratar-se de um acordo de paz separado. No documento, Wolff concordava com um cessar-fogo e a rendição de todas as forças sob comando de Vietinghoff às 14h00 do dia 2 de maio. Assim, depois de algumas discussões entre Wolff e Albert Kesselring, cerca de 1 000 000 de soldados na Itália e na Áustria renderam-se incondicionalmente ao general britânico Harold Alexander no horário previamente combinado.

### Rendição das forças alemãs em Berlim
A Batalha de Berlim terminou no dia 2 de maio. Nessa data, o General der Artillerie Helmuth Weidling, comandante da defesa aérea de Berlim, entregou incondicionalmente a cidade ao general Vasily Chuikov do Exército Soviético. No mesmo dia os comandantes dos dois exércitos do Grupo Armado Vistula ao norte de Berlim, (general Kurt von Tippelskirch, comandante do 21º Exército Alemão e o general Hasso von Manteuffel, comandante do 3º Grupo Panzer), renderam-se aos aliados ocidentais. Também acredita-se que em 2 de maio o substituto de Hitler Martin Bormann morreu, de acordo com Artur Axmann que testemunhou a morte de Bormann em Berlim próximo à estação ferroviária Lehrter Bahnhof após encontrar uma patrulha do Exército Vermelho. Lehrter Bahnhof fica próximo ao local onde os restos de Bormann foram desenterrados em 7 de dezembro de 1972 e cujo DNA foi confirmado em 1998.

### Rendição das forças alemãs no Noroeste da Alemanha, Dinamarca e Países Baixos
Em 6 de maio, o marechal de campo Bernard Montgomery obteve a rendição militar incondicional do Generaladmiral Hans-Georg von Friedeburg e do General Eberhard Kinzel de todas as forças alemãs. Na Holanda, no noroeste da Alemanha, incluindo as Ilhas Frísias e Heligolândia, e todas as demais ilhas, no Eslésvico-Holsácia e na Dinamarca, incluindo toda a força naval dessas áreas". Em Wendisch Evern, Charneca de Lüneburg, uma área entre as cidades de Hamburgo, Hanôver e Bremen. O número total de soldados envolvidos nesta rendição foi de 1 000 000 homens. Em 5 de maio, o Großadmiral Dönitz ordenou que todos os barco submarinos encerrassem as operações ofensivas e retornassem as suas bases.
Às 16h00, o general Johannes Blaskowitz, o comandante-chefe alemão nos Países Baixos, rendeu-se ao general canadense Charles Foulkes na cidade holandesa de Wageningen na presença do Príncipe Bernardo (agindo como comandante-chefe das forças holandesas do interior).

### Rendição das forças alemãs na Bavária
Às 14h30 do dia 4 de maio de 1945, o general Hermann Foertsch entregou-se junto com todas as forças entre as montanhas da Boêmia e o rio Inn ao general americano Jacob L. Devers, comandante do 6º Grupo Armado dos Estados Unidos.

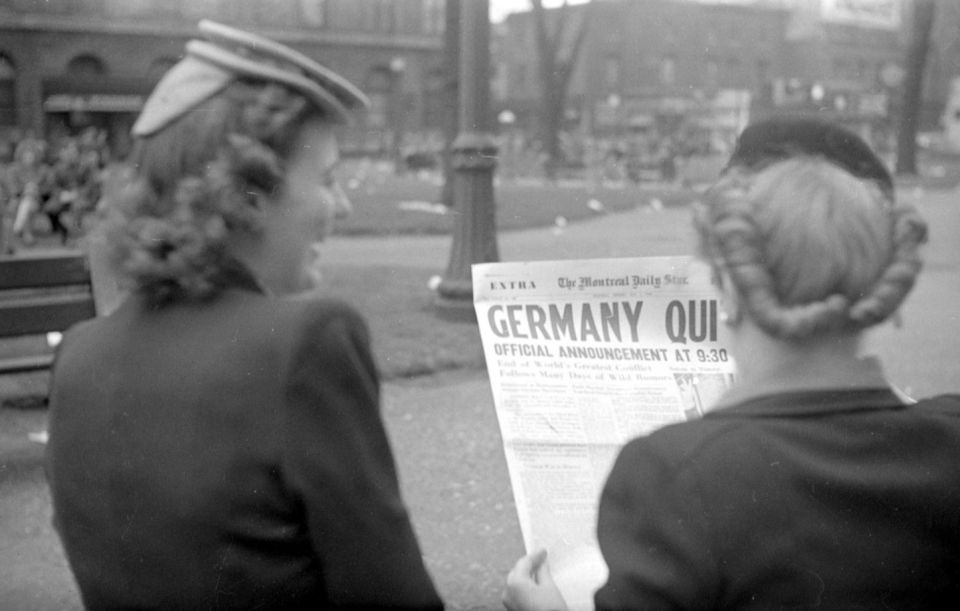
Primeira página do The Montreal Daily Star anunciando a rendição alemã.

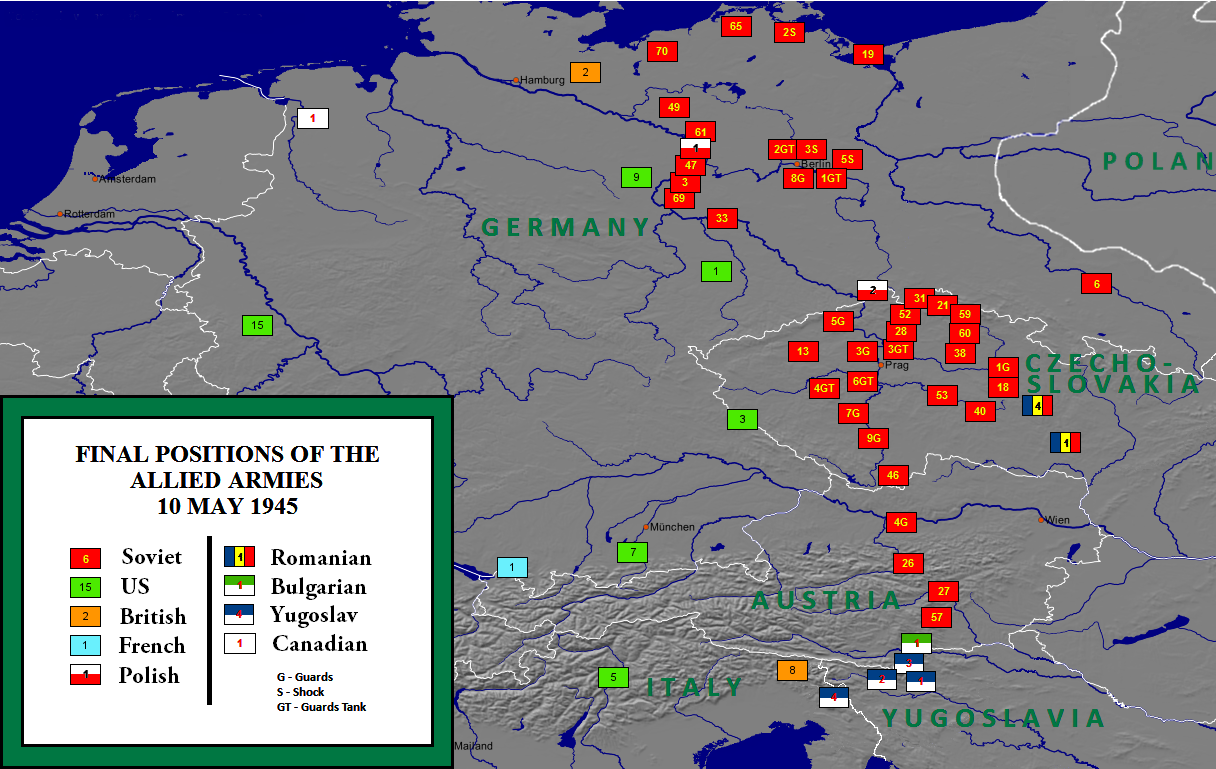
Posições finais dos exércitos aliados em maio de 1945

### Europa Central
Em 5 de maio, a resistência tcheca iniciou o Levante de Praga. No dia seguinte, os soviéticos iniciaram a Ofensiva de Praga. Em Dresden, o Gauleiter Martin Mutschmann tomou conhecimento de uma grande ofensiva alemã na frente oriental estava prestes a acontecer. Após dois dias, Mutschmann abandonou a cidade, mas foi capturado pelas tropas soviéticas na fuga.

### Rendição de Hermann Göring
Em 6 de maio, Hermann Göring, rendeu-se a Carl Andrew Spaatz que era o comandante operacional das Forças Aéreas dos Estados Unidos na Europa, junto com sua esposa e filha na fronteira entre a Alemanha e a Áustria. Naquele momento ele era o mais poderoso oficial nazista ainda vivo.

### Rendição das forças alemãs na Breslávia
Às 18:00 do dia 6 de maio, o general Hermann Niehoff, comandante de Breslávia, rendeu-se as tropas soviéticas.

### Rendição das forças alemãs nas Ilhas do Canal
Em 8 de maio, os moradores das ilhas foram informados pelas autoridades alemãs que a guerra havia acabado. O Primeiro Ministro britânico Winston Churchill fez uma transmissão via rádio às 15:00 quando anunciou: "As hostilidades terminam oficialmente um minuto após a meia noite de hoje, mas no interesse de salvar vidas o cessar-fogo começou ontem devendo ser repassado para todo o front e nossas estimadas Ilhas do Canal também foram libertadas hoje."

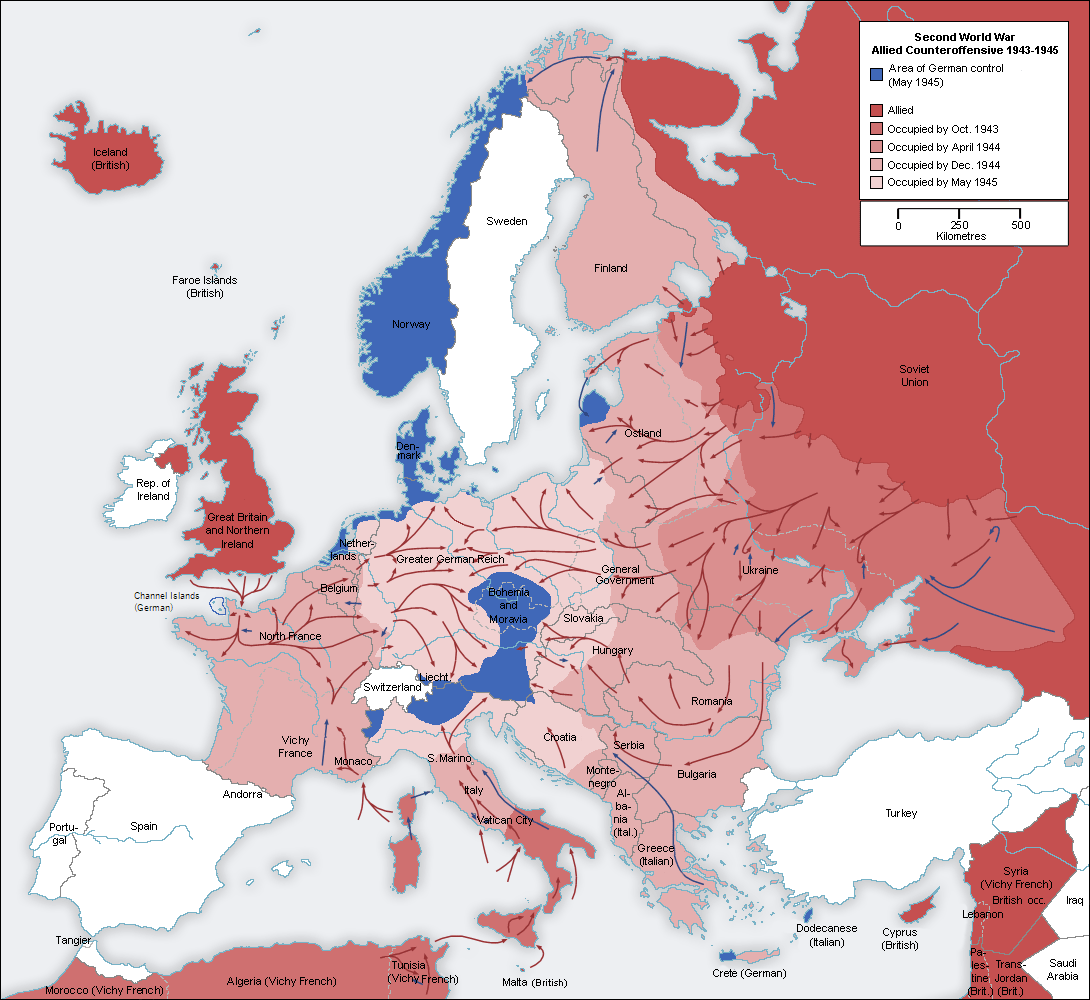
Em azul o território dominado pelo Eixo ao final da guerra na Europa

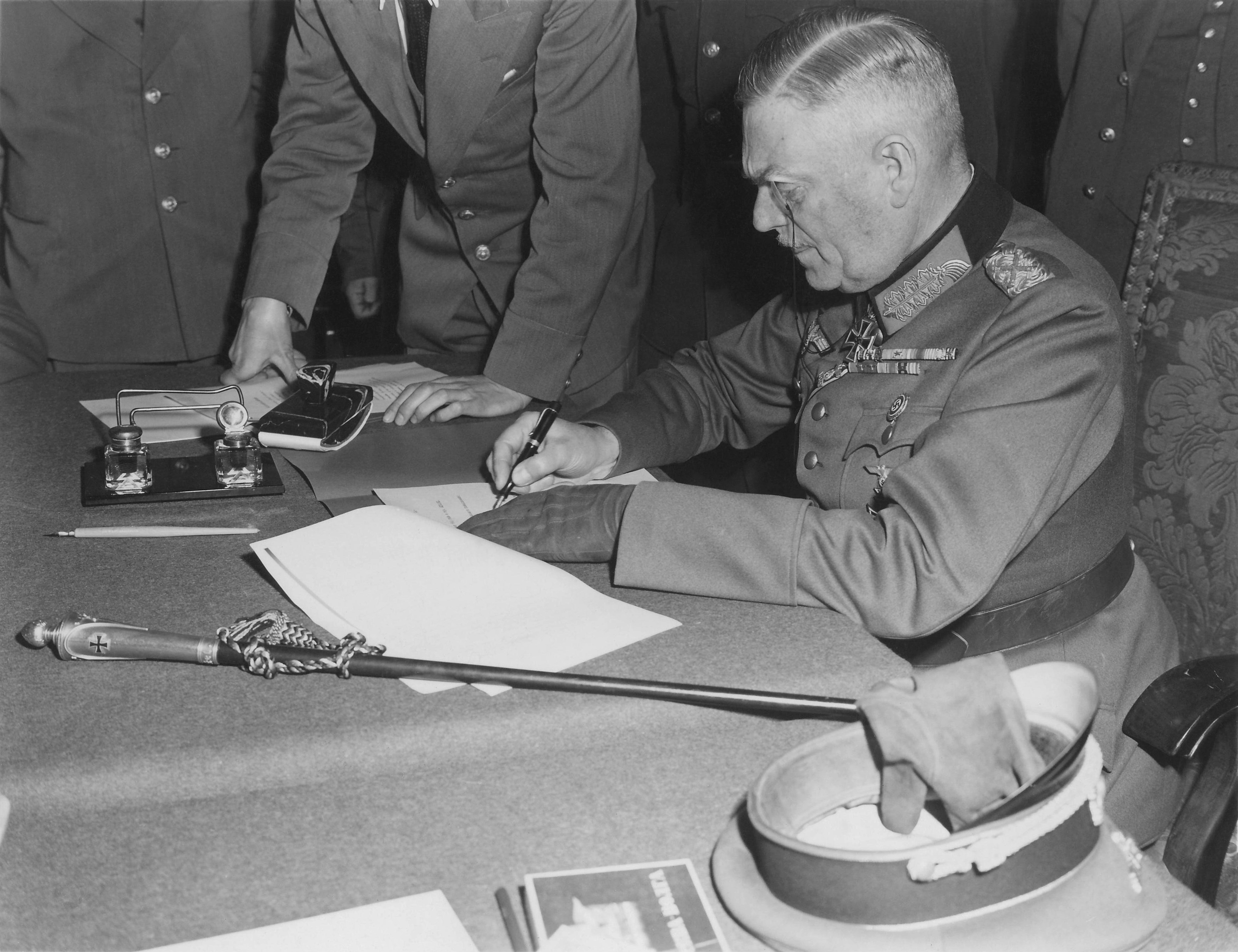
Keitel assina os termos da rendição em Berlim, 7 de maio de 1945

### Rendição das forças alemãs por Jodl e Keitel
30 minutos após a queda de Breslávia, o general Alfred Jodl chegou a Reims. Seguindo as instruções de Dönitz, ofereceu a rendição de todas as tropas que estavam combatendo os aliados ocidentais. Esta foi a mesma negociação feita inicialmente entre von Friedeburg e Montgomery e assim como Montgomery o Comandante Supremo dos Aliados, general Dwight D. Eisenhower, ameaçou romper todas as negociações, a menos que os alemães concordassem com uma rendição incondicional. Eisenhower deixou claro a Jodl que poderia manter as linhas de combate próximas aos soldados alemães, forçando estes a submeter sua rendição aos soviéticos. Jodl enviou um comunicado a Dönitz, que estava em Flensburg, o informando sobre a declaração de Eisenhower. Pouco depois da meia-noite, Dönitz aceitou que não havia outra saída e aceitou a rendição completa e incondicional das tropas alemãs.
Na manhã de 7 de maio, o quartel-general do Comando Supremo das Forças Expedicionárias Aliadas em Reims, França, o Chefe do Estado-Maior do Alto comando das Forças Armadas Alemãs, o general Alfred Jodl, assinou os documentos de rendição de todas as tropas alemãs ao aliados, que incluía a seguinte frase: "Todas as forças sob controle alemão devem cessar suas operações às 23:01 horas Horário da Europa Central em 8 de maio de 1945." No mesmo dia, o general Franz Böhme anunciou a rendição incondicional de todas as tropas alemãs na Noruega. No dia seguinte, o marechal-de-campo Wilhelm Keitel e outros oficiais viajaram até Berlim e pouco após a meia-noite assinaram um documento similar, submetendo a rendição às forças soviéticas na presença do general Gueorgui Júkov. A cerimônia de assinatura aconteceu em uma antiga Escola de Engenharia do Exército Alemão no distrito de Karlshorst, atual Museu Alemão-Russo Berlin-Karlshorst.

### Vitória na Europa
As notícias da iminente rendição alemã chegaram ao ocidente em 8 de maio e as celebrações tomaram conta de toda Europa. Nos Estados Unidos, os americanos amanheceram com as notícias e declararam o dia 8 de maio como o Dia da Vitória na Europa. Como a União Soviética fica a leste da Alemanha, já era 9 de maio (horário de Moscovo) quando a rendição alemã passou a ter efeito; esse é o motivo pelo qual a Rússia e alguns outros países europeus comemoram o dia da Vitória em 9 de maio.

### Cessar-fogo alemão

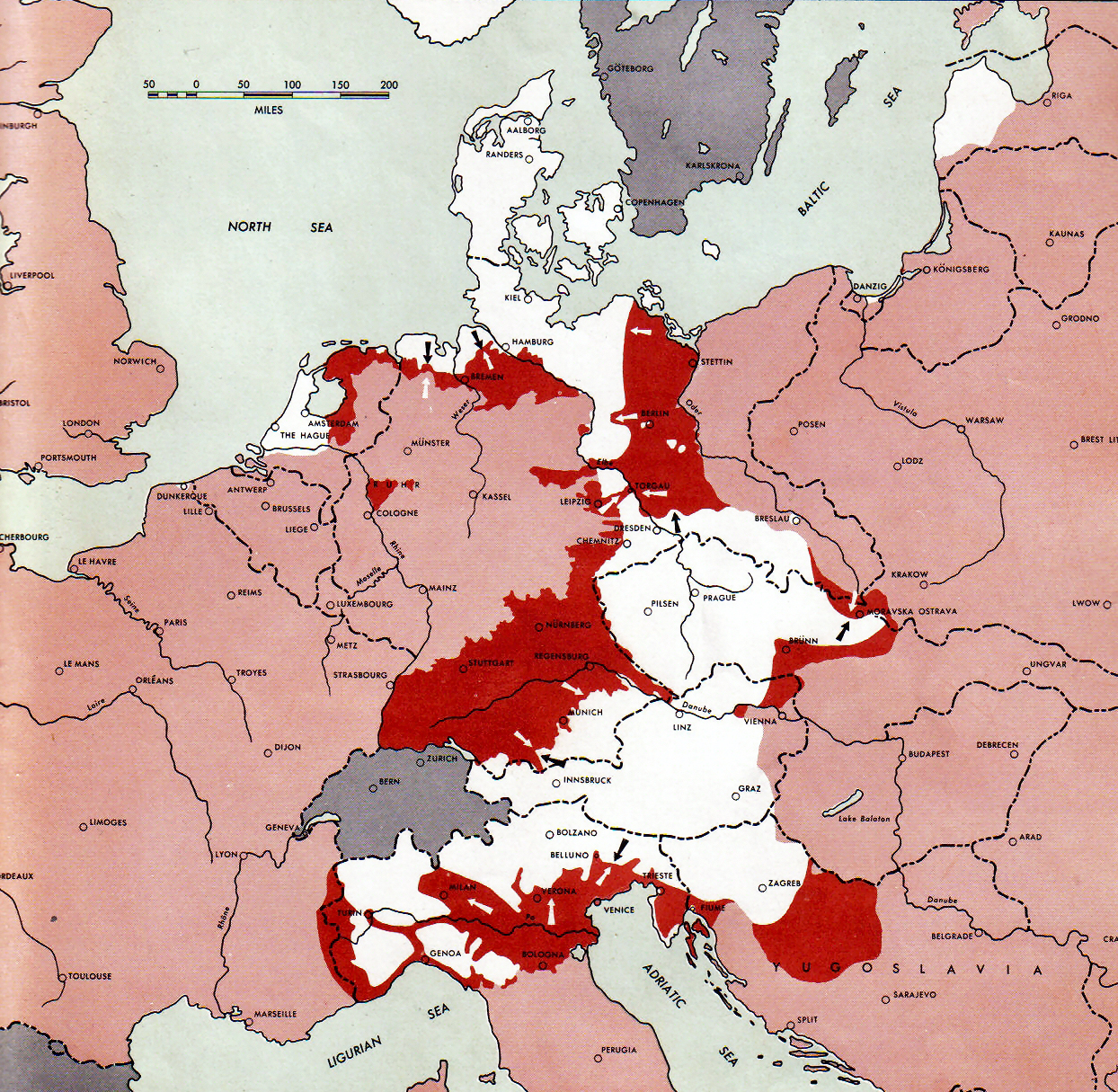
A situação na Europa central em 1 de maio de 1945, um dia antes do exército alemão se render.

Uma pequena parte dos militares das forças alemãs não acataram a ordem de rendição do (Oberkommando der Wehrmacht (OKW)— o Alto comando das Forças Armadas Alemãs). O maior contingente era do Grupo de Exércitos Centro sob o comando do Generalfeldmarschall Ferdinand Schörner que fora promovido ao Comandante-em-chefe do Exército em 30 de abril, de acordo com o testamento de Hitler. Em 8 de maio Schörner desertou e fugiu para a Áustria. O Exército Soviético enviou um enorme contingente contra o Grupo de Exércitos Centro na Ofensiva de Praga, culminando na sua rendição em 11 de maio. As demais tropas que não se renderam em 8 de maio, o fizeram em etapas:
- O 2º Exército, sob o comando do General von Saucken, nas cabeças de praia em Heiligenbeil e Danzigue, na Península Hel no delta do Rio Vístula renderam-se em 9 de maio, assim como as tropas das Ilhas Gregas e as guarnições dos últimos bolsões do Atlântico na França, em Saint-Nazaire, La Rochelle (após o cerco aliado) e Lorient.
- Em 13 de maio, o Exército Vermelho suspendeu todas as ofensivas na Europa. Bolsões de resistência isolados na Checoslováquia foram quebrados nesta data.
- A guarnição em Alderney, uma das Ilhas do Canal ocupadas pelos alemães, rendeu-se em 16 de maio.
- O Levante da Geórgia em Texel (5 de abril – 20 de maio) foi a última batalha na Europa da Segunda Guerra Mundial.
- Entre 14 e 15 de maio, ocorreu a Batalha de Poljana na Iugoslávia (atual Eslovênia).
- Um pequeno grupo de soldados foi abandonado na Ilha do Urso. Eles eram responsáveis por uma estação meteorológica na ilha, porém ficaram isolados após perderem o contato por rádio e foram rendidos por caçadores de focas noruegueses em 4 de setembro.[23]